# Buflomedil
Buflomedil je vazoaktivni lek koji se koristi za tretiranje klaudikacije ili simptoma periferne arterijske bolesti. On je dostupan u obliku tableta pod imenom Loftyl.

## Toksičnost
Moguće je da će ovaj lek biti suspendovan iz prodaje u Evropskoj uniji, jer potencijalno može da proizvede ozbiljnu neurološku i srčanu toksičnost.
Niz nepoželjnih efekata je objavljen u FDA izveštaju.